# Georg Ludwig von Sinzendorf

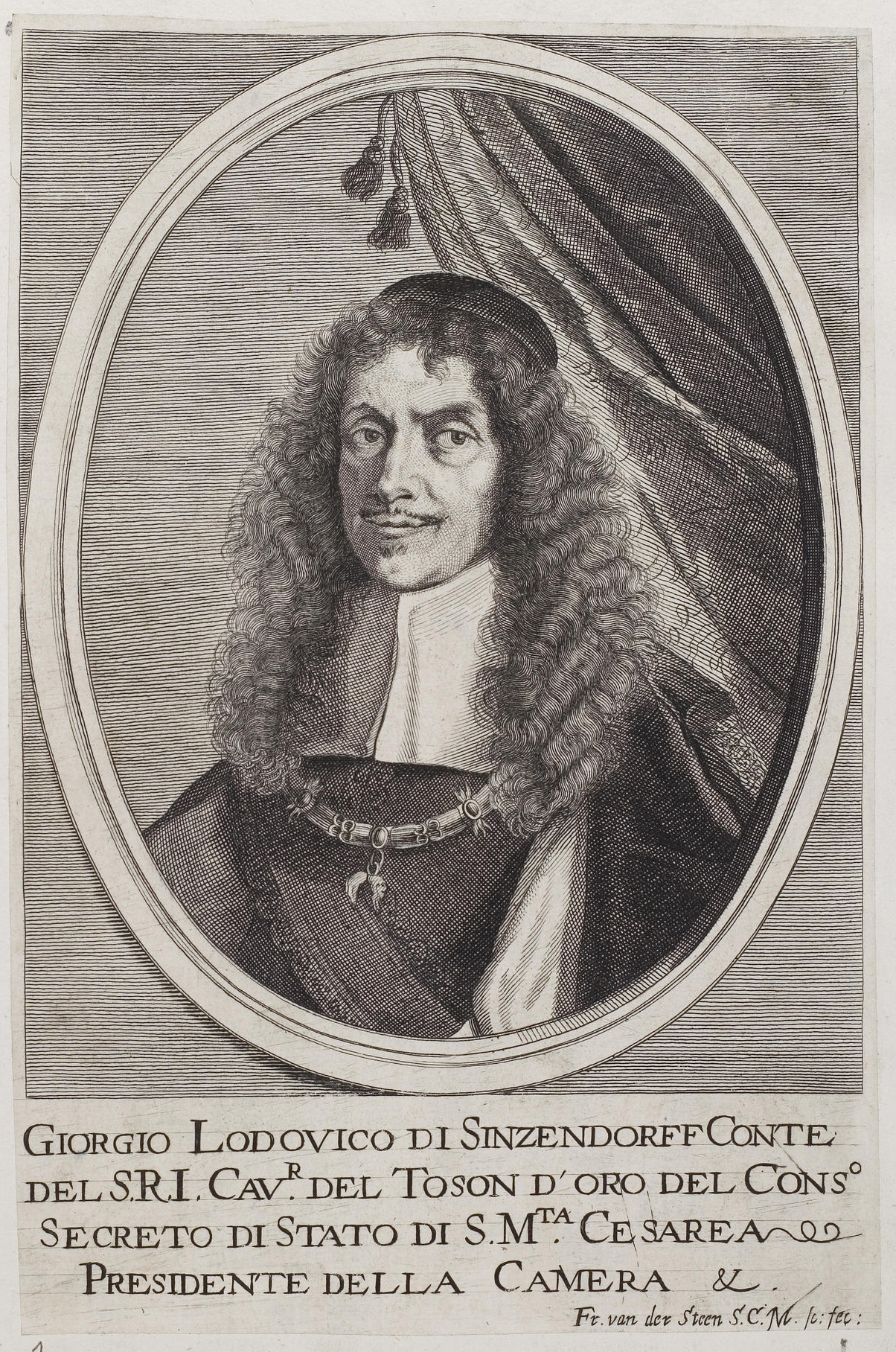
Georg Ludwig von Sinzendorf

Georg Ludwig graaf von Sinzendorf (17 januari 1616 — Wenen, 14 december 1681) was kamerheer van keizerin Eleonora. In 1654 werd hij tot Reichserbschatzmeister benoemd. Later werd hij Hofkammerpräsident. Op 19 oktober 1680 werd hij wegens corruptie veroordeeld een boete te betalen van 1.970.000 gulden.
Op verzoek van zijn vrouw Dorothea Elisabeth von Sleeswijk-Holstein-Sonderburg-Wiesenburg mocht hij ondanks zijn verbanning op zijn landgoed blijven, maar hij stierf in 1681. 
Hij huwde op 20 november 1661 met Dorothea Elisabeth von Sleeswijk-Holstein-Sonderburg-Wiesenburg, dochter van Filips Lodewijk, hertog van Sleeswijk-Holstein-Sonderburg-Wiesenburg en Katherine van Waldeck-Wildenburg. 
Zijn oudste zoon Christian Ludwig Wenzel von Sinzendorf (1671-1687) stierf in 1687 op zestienjarige leeftijd in de Slag bij Mohács, en zijn tweede zoon Philipp Ludwig Wenzel von Sinzendorf (1671-1742) werd hofkanselier van keizer Karel VI.